# Zündkreis (Sprengtechnik)
Als Zündkreis wird in der Sprengtechnik die komplette elektrische Verbindung aller elektrischen Sprengzünder genannt.
Ein Zündkreis besteht aus:
- Zündmaschine,
- Zündleitung,
- Verlängerungsdrähten („Schondraht“; optional),
- elektrischen Sprengzündern.

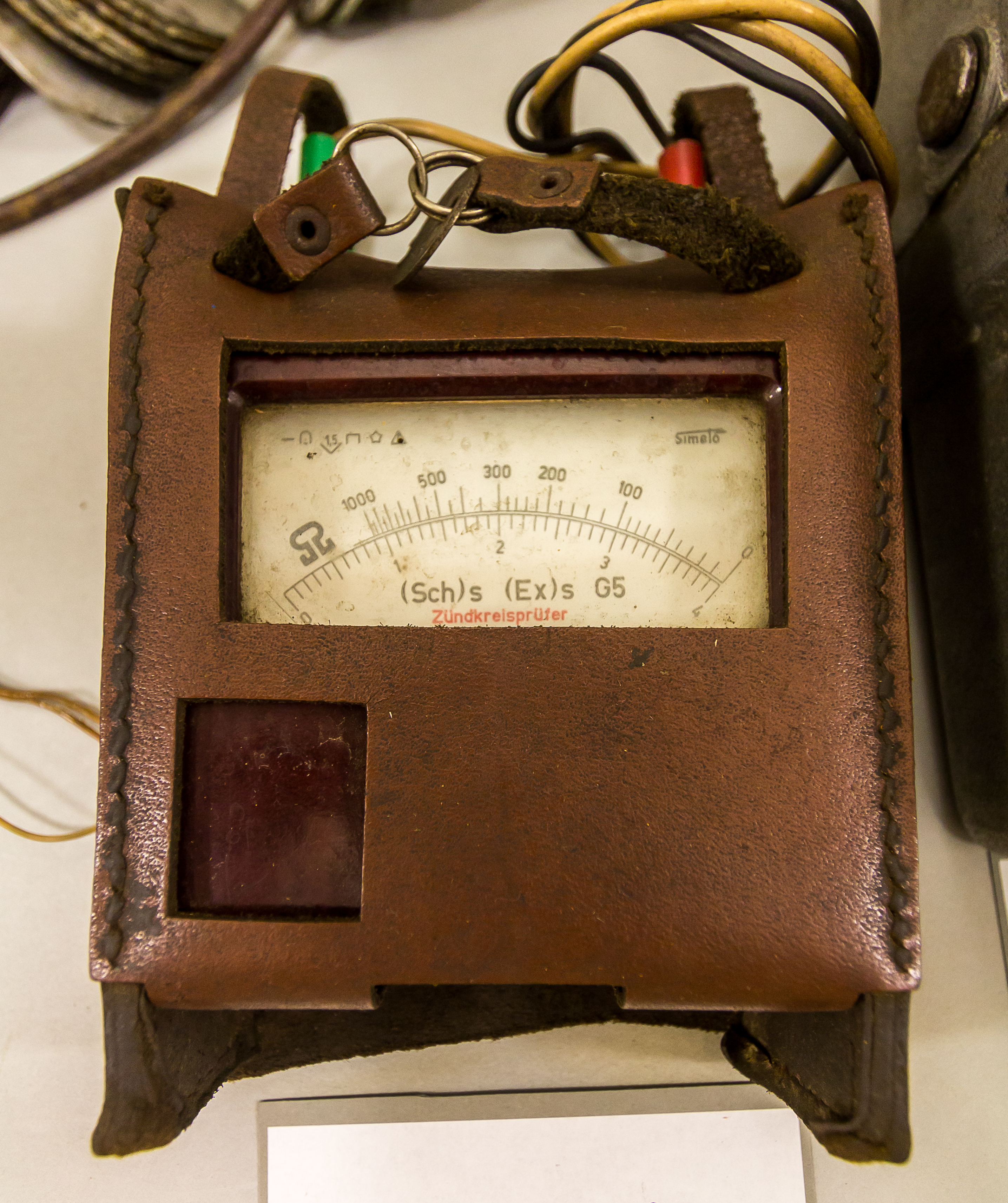
Zündkreisprüfer im Museum Uranbergbau, Schneeberg (Erzgebirge)

Vor der Sprengung muss der Zündkreis mit einem Zündkreisprüfer, einem von der Bundesanstalt für Materialforschung und -prüfung (BAM) zertifizierten Widerstandsmessgerät, das eine versehentliche Detonation der Zünder durch die Messung verhindert, geprüft werden. Der gemessene elektrische Widerstand muss mit dem vorher rechnerisch bestimmten Zündkreiswiderstand übereinstimmen. Dies dient zur Kontrolle, ob versehentlich vergessen wurde, Zünder in den Zündkreis einzubauen bzw. ob eventuelle Drahtbrüche oder schlechte Kontaktstellen vorhanden sind. Weiterhin ist der elektrische Widerstand des Zündkreises gegen Erde (Nebenschluss) zu messen. Erst wenn diese Messung positiv verlaufen ist, darf die Zündmaschine angeschlossen und die Sprengladungen gezündet werden.